# تورلایف رون
تورلایف رون (انگلیسی: Thorleiv Røhn; ۲۳ ژوئیهٔ ۱۸۸۱ – ۲۰ سپتامبر ۱۹۶۳) ژیمناست هنری و تیرانداز اهل نروژ بود.